# 林家正蔵 (9代目)
九代目 林家 正蔵（はやしや しょうぞう、1962年〈昭和37年〉12月1日 - ）は、日本の落語家、落語協会副会長、俳優、タレント、声優、司会者、大学教員。東京都台東区根岸出身。本名は海老名 泰孝（えびな やすたか）。出囃子は「あやめ浴衣」。
血液型A型。東京都立竹台高等学校卒業。前名の林家こぶ平としても知られる。こぶ平時代の愛称はこぶちゃん。
落語家の林家たま平は長男、林家ぽん平は次男。

## 家族
- 祖父：七代目林家正蔵
- 父：初代林家三平
- 母：海老名香葉子
  - 姉：海老名美どり（夫は峰竜太）、泰葉
  - 弟：二代目林家三平
  - 妻：海老名有希子（1984年6月結婚)
    - 長女：海老名あづき

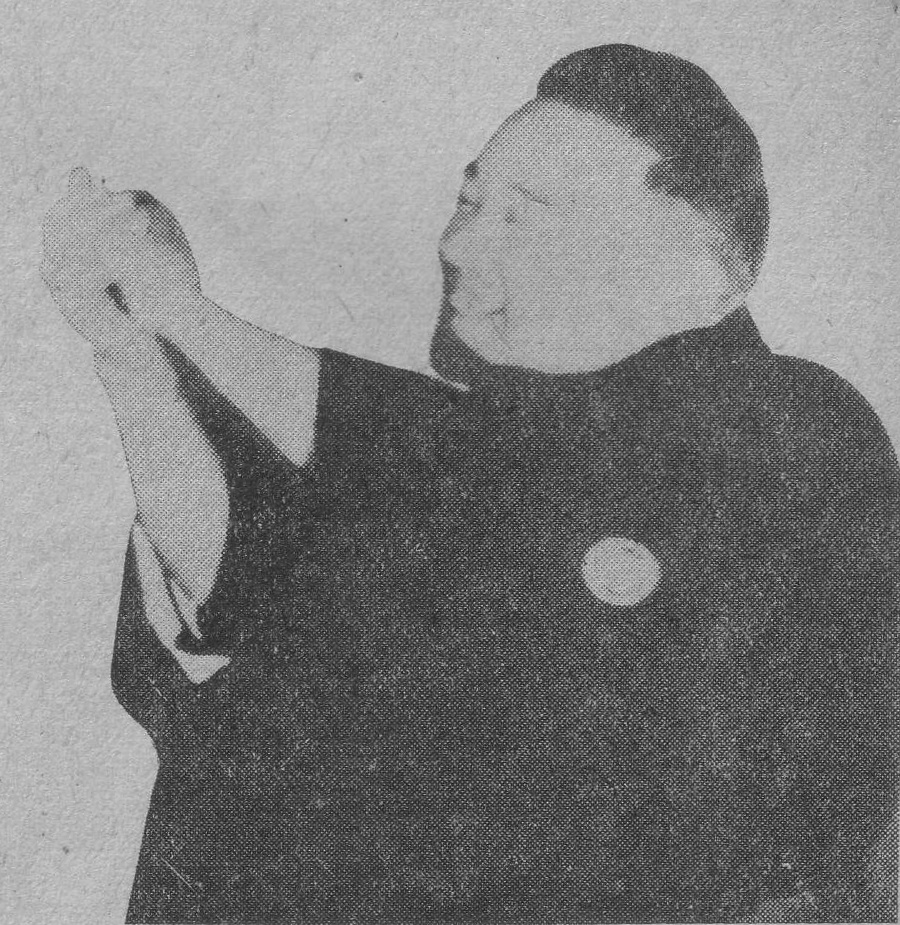
祖父の七代目林家正蔵

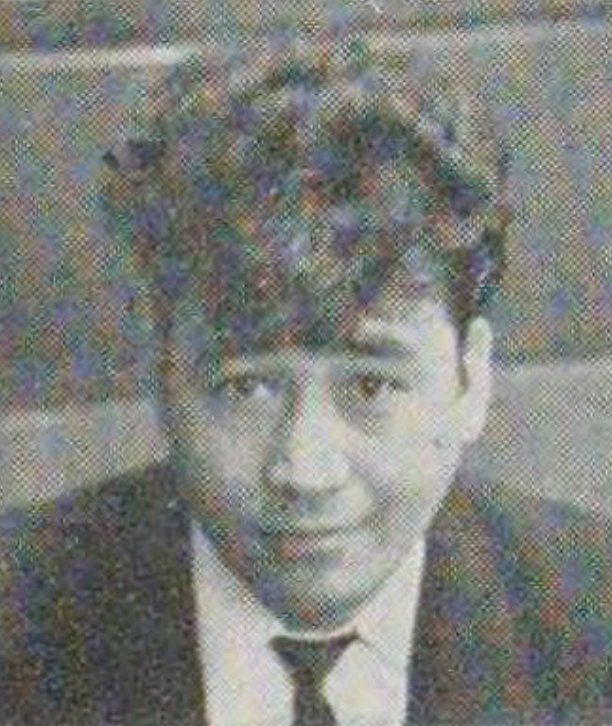
父の初代林家三平

    - 長男：林家たま平 （本名：海老名 泰良）
    - 次男：林家ぽん平 （本名：海老名 泰宏）

1984年6月に21歳で有希子夫人と結婚する。有希子夫人のあいだに一女二男をもうける。
1994年5月29日に夫妻の長男（第二子）の泰良（やすよし）が誕生する。2013年4月に泰良は、明治大学付属高校を卒業して父の正蔵に弟子入りした。泰良は2014年8月に「林家たま平」の高座名で前座となり、2017年11月に二つ目に昇進する。
1996年7月31日、夫妻の次男（第三子）の泰宏（やすひろ）が誕生する。2019年4月、大学卒業した泰宏は兄の泰良（たま平）と同じく、父の正蔵に弟子入りした。泰宏は2020年10月に「林家ぽん平」の高座名で前座となった。泰良は「林家こぶた」、泰宏は「林家よろこぶ」の高座名で入門前から高座デビューしている。

### 家系図
|        |        |        |        | 七代目 林家正蔵 | 七代目 林家正蔵 | 七代目 林家正蔵 | 七代目 林家正蔵 | 七代目 林家正蔵 | 七代目 林家正蔵 |              |              |              |              |              |              | 中根音吉     | 中根音吉     | 中根音吉 | 中根音吉 | 中根音吉   | 中根音吉   |            |            |                 |                 |                 |                 |                 |                 |            |            |                 |                 |                 |                 |                 |                 |  |  |            |            |            |            |            |            |
|        |        |        |        | 七代目 林家正蔵 | 七代目 林家正蔵 | 七代目 林家正蔵 | 七代目 林家正蔵 | 七代目 林家正蔵 | 七代目 林家正蔵 |              |              |              |              |              |              | 中根音吉     | 中根音吉     | 中根音吉 | 中根音吉 | 中根音吉   | 中根音吉   |            |            |                 |                 |                 |                 |                 |                 |            |            |                 |                 |                 |                 |                 |                 |  |  |            |            |            |            |            |            |
|        |        |        |        |                 |                 |                 |                 |                 |                 |              |              |              |              |              |              |              |              |          |          |            |            |            |            |                 |                 |                 |                 |                 |                 |            |            |                 |                 |                 |                 |                 |                 |  |  |            |            |            |            |            |            |
|        |        |        |        | 初代 林家三平   | 初代 林家三平   | 初代 林家三平   | 初代 林家三平   | 初代 林家三平   | 初代 林家三平   |              |              | 海老名香葉子 | 海老名香葉子 | 海老名香葉子 | 海老名香葉子 | 海老名香葉子 | 海老名香葉子 |          |          | 中根喜三郎 | 中根喜三郎 | 中根喜三郎 | 中根喜三郎 | 中根喜三郎      | 中根喜三郎      |                 |                 |                 |                 |            |            |                 |                 |                 |                 |                 |                 |  |  |            |            |            |            |            |            |
|        |        |        |        | 初代 林家三平   | 初代 林家三平   | 初代 林家三平   | 初代 林家三平   | 初代 林家三平   | 初代 林家三平   |              |              | 海老名香葉子 | 海老名香葉子 | 海老名香葉子 | 海老名香葉子 | 海老名香葉子 | 海老名香葉子 |          |          | 中根喜三郎 | 中根喜三郎 | 中根喜三郎 | 中根喜三郎 | 中根喜三郎      | 中根喜三郎      |                 |                 |                 |                 |            |            |                 |                 |                 |                 |                 |                 |  |  |            |            |            |            |            |            |
|        |        |        |        |                 |                 |                 |                 |                 |                 |              |              |              |              |              |              |              |              |          |          |            |            |            |            |                 |                 |                 |                 |                 |                 |            |            |                 |                 |                 |                 |                 |                 |  |  |            |            |            |            |            |            |
|        |        |        |        |                 |                 |                 |                 |                 |                 |              |              |              |              |              |              |              |              |          |          |            |            |            |            |                 |                 |                 |                 |                 |                 |            |            |                 |                 |                 |                 |                 |                 |  |  |            |            |            |            |            |            |
| 峰竜太 | 峰竜太 | 峰竜太 | 峰竜太 | 峰竜太          | 峰竜太          |                 |                 | 海老名美どり    | 海老名美どり    | 海老名美どり | 海老名美どり | 海老名美どり | 海老名美どり |              |              | 泰葉         | 泰葉         | 泰葉     | 泰葉     | 泰葉       | 泰葉       |            |            | 九代目 林家正蔵 | 九代目 林家正蔵 | 九代目 林家正蔵 | 九代目 林家正蔵 | 九代目 林家正蔵 | 九代目 林家正蔵 |            |            | 二代目 林家三平 | 二代目 林家三平 | 二代目 林家三平 | 二代目 林家三平 | 二代目 林家三平 | 二代目 林家三平 |  |  | 国分佐智子 | 国分佐智子 | 国分佐智子 | 国分佐智子 | 国分佐智子 | 国分佐智子 |
| 峰竜太 | 峰竜太 | 峰竜太 | 峰竜太 | 峰竜太          | 峰竜太          |                 |                 | 海老名美どり    | 海老名美どり    | 海老名美どり | 海老名美どり | 海老名美どり | 海老名美どり |              |              | 泰葉         | 泰葉         | 泰葉     | 泰葉     | 泰葉       | 泰葉       |            |            | 九代目 林家正蔵 | 九代目 林家正蔵 | 九代目 林家正蔵 | 九代目 林家正蔵 | 九代目 林家正蔵 | 九代目 林家正蔵 |            |            | 二代目 林家三平 | 二代目 林家三平 | 二代目 林家三平 | 二代目 林家三平 | 二代目 林家三平 | 二代目 林家三平 |  |  | 国分佐智子 | 国分佐智子 | 国分佐智子 | 国分佐智子 | 国分佐智子 | 国分佐智子 |
|        |        |        |        |                 |                 |                 |                 |                 |                 |              |              |              |              |              |              |              |              |          |          |            |            |            |            |                 |                 |                 |                 |                 |                 |            |            |                 |                 |                 |                 |                 |                 |  |  |            |            |            |            |            |            |
|        |        |        |        |                 |                 |                 |                 |                 |                 |              |              |              |              |              |              |              |              |          |          |            |            |            |            |                 |                 |                 |                 |                 |                 |            |            |                 |                 |                 |                 |                 |                 |  |  |            |            |            |            |            |            |
|        |        |        |        | 下嶋兄          | 下嶋兄          | 下嶋兄          | 下嶋兄          | 下嶋兄          | 下嶋兄          |              |              |              |              |              |              |              |              |          |          | 林家たま平 | 林家たま平 | 林家たま平 | 林家たま平 | 林家たま平      | 林家たま平      |                 |                 | 林家ぽん平      | 林家ぽん平      | 林家ぽん平 | 林家ぽん平 | 林家ぽん平      | 林家ぽん平      |                 |                 |                 |                 |  |  |            |            |            |            |            |            |

## 来歴・人物
1978年、父親の初代林家三平に弟子入りした。当初は小三平の高座名で入門させる予定だったが、三平の考慮から前座名が「こぶ平（こぶへい）」となった（子供時代に小三平の名で高座に上がったことがある）。「こぶ平」の名は、当時入門前で現2代目三平となる弟の泰助が「お兄ちゃんは小太りだから、こぶ平がいいんじゃないか」と提案したことが契機となる。本人は「こぶ平」の芸名に不満があり、のちに「うちの親父は弟子の名前を付けるのが下手だった」と回顧している。1980年の三平の死後は、三平の惣領弟子である林家こん平門下になる。
1981年に二つ目へ昇進する。2017年に長男の泰良が二つ目昇進し、史上初めて親子4代の二つ目に昇進した。1988年、古今亭志ん朝以来の最年少で真打に昇進する。親子3代の真打昇進は史上初である。第5回浅草芸能大賞新人賞を受賞する。2003年3月、落語界の活性化のために春風亭小朝、笑福亭鶴瓶ら東西の落語家6人で「六人の会」を結成し、多くのイベントを開催した。
2005年3月21日、九代目 林家正蔵を襲名する。前後に師匠のこん平が多発性硬化症で落語家として活動が困難になり、以後は当初の見通しよりも早く、林家（三平、こん平）一門の総帥としてふるまう機会が増えている。襲名にあたり「正蔵」の名跡にまつわる歴史もあり、先代の弟子である林家木久扇がこん平の代わりとなって奮闘した。第22回浅草芸能大賞奨励賞受賞。
噺家としての高座以外に、マルチタレントとしてバラエティ番組への出演も多い。テレビでは温厚で気さくな坊ちゃん的なキャラクターで広く知られ、『モグモグGOMBO』で実年齢は正蔵が2歳上だが司会のヒロミの弟分的キャラクターで通し、イジられ役としてしたしまれる。正蔵襲名後にヒロミは、かつて無礼な態度を取り続けたことを半ばギャグ交じりに謝罪している。
1970年に子役としてテレビドラマに出演したのを皮切りに役者としても活動する。当時の芸名は「林家小三平」。1980年代に入ると数々のドラマに出演し、その延長でアニメでも声優として活動した。1990年に放送された『美味しんぼ』では、二世落語家の自分と同じ境遇のキャラクターである2代目福々亭末吉役を演じ、第69話では船徳の一節を演ずる。テレビアニメ『タッチ』では、上杉達也・上杉和也兄弟とバッテリーを組むキャッチャー松平孝太郎役を務め、当時同じく新米でありヒロインの浅倉南を演じた日髙のり子と共に、上杉達也役の三ツ矢雄二や藤山房伸音響監督らに徹底的な演技指導を受けた。『こちら葛飾区公園前派出所』でレギュラーの寺井洋一役を茶風林の後任として途中から務めており、アニメ内では父の初代三平の代表的なギャグである「どーもすいません」と喋る場面など、自身に関するネタがたびたび登場した。これらの経験から、ナレーターとしての活動も行っている。
「九代目正蔵」襲名後はタレント、俳優、声優の活動を減らして、おもに噺家として活動する。
2005年から城西国際大学人文学部で客員教授を務める。次男の泰宏は城西国際大学を卒業している。
幼少の頃、祖母と『連続テレビ小説』の作品をよく視聴していた。

## 略歴
- 1962年12月1日、初代林家三平と海老名香葉子の長男として誕生。
- 1978年4月、高校入学と共に、父・初代林家三平の元に入門する。前座名は「こぶ平」。
- 1980年9月、父・初代三平死去。兄弟子達と共に父の総領弟子である林家こん平門下に移籍する。
- 1981年、二つ目昇進。
- 1984年6月、有希子夫人と結婚。
- 1987年、真打昇進。
- 1991年、長女のあづき誕生。
- 1994年5月29日、第二子の泰良（やすよし）が長男として誕生。
- 1996年7月31日、第三子の泰宏（やすひろ）が末子の次男として誕生。
- 2001年12月、林家たけ平が入門。
- 2004年、師匠・こん平が病に倒れたため、この頃から師匠に代わり、林家一門の「総帥」として振る舞う機会が増える。
- 2005年3月21日、九代目林家正蔵を襲名。
- 2013年4月、長男・泰良が、七番弟子として正蔵の元に入門。前座名は「たま平」。親子四代に渡って落語家になるのは落語界初。
- 2014年、落語協会副会長に就任。
- 2014年8月、たま平が前座となる。
- 2016年、一番弟子・たけ平が真打に昇進。
- 2017年11月、長男・たま平が二つ目に昇進。
- 2019年4月、次男・泰宏が、大学卒業とともに八番弟子として、正蔵の元に入門。前座名は「ぽん平」。
- 2020年10月、次男・ぽん平が前座となる。

## エピソード
- 劇団「WAHAHA本舗」の創立メンバーで、1984年8月の旗揚げ公演にも出演するなど短期間ながら在籍したが、父・初代三平が直接的な下ネタを好んでいなかったために退団させられた[6]。2017年5月に行われた「WAHAHA本舗」最後の全体公演となる「ラスト3〜最終伝説〜」東京公演に、33年ぶりに出演している[7]。
- 過去にテレビドラマ『軽井沢シンドローム』撮影中の自動車事故により、スタッフが死亡して堤大二郎と自身が負傷し、ドラマは制作中止となった。
- 中学生のころからジャズのレコードやCDを収集して1万枚以上をコレクションし、ラジオ番組にジャズ評論家として出演することもある。モダンジャズの本流に当たるハード・バップ系のジャズメッセンジャーズから入門して前衛的なフリー系も守備範囲とする。二十代から三十代前半にかけて、『スイングジャーナル』誌に本名で寄稿して選評者として活動し、チェット・ベイカーの1987年来日公演を辛辣に批判して物議を醸した。マイルス・デイヴィスのファンで、悩んだ時や落ち込んだ時によく聴く。2008年に『知識ゼロからのジャズ入門』（ISBN 978-4344901216）を著した。
- 若い頃に「本業の落語をもっと勉強しなさい。（初代）三平の弟子・跡継ぎとして、もっと落語に精進しなさい。」と、いかりや長介から「辛辣なお叱り」を受けたことをいかりやの没後に語った。
- 正蔵の名跡を継承後、永六輔に「こぶ平は好きだが正蔵は嫌いだ」と辛辣な評価を受けた。
- 近年は一門の弟子も含めて直接に指導しなかった三代目桂米朝から、米朝の新作「一文笛」と「除夜の雪」の稽古を受けたが、緊張のあまりアドバイスは何も貰えなかった。米朝と初代三平は同年齢で、自身と五代目桂米團治は同期入門にあたる。米團治は独演会を東京で初めて催したが、チケットの売れ行きが芳しくないために親交のある永六輔のラジオ番組へ手紙を出す。永の依頼を受けた三平が米團治独演会を宣伝してチケットが捌ける。独演会の打ち上げで酒を飲んで以来、親交を深める。ホテルのバーから正蔵宅に場所を変えて更に飲む。自宅にはこん平がいたが、暫く飲んだ後、米團治がこん平に対して「そろそろ三平を継いだらどうですか？」と言って場を凍りつかせた。正蔵と米團治は「父の芸名を継がなかった」、「お互いに協会の副会長を務めている[注 1]」と言う二つの共通点がある。
- 姉の泰葉が同じ番組に出演していたことから、やしきたかじんの家に住み込んでかばん持ちをするなど実質な師弟関係があり、生前にたかじんを「師匠」と呼んだ。
- 初代三平の弟子である林家ペーから、「ボクちゃん」と呼ばれている。正蔵はペーのことを「ペー兄（あに）さん」と呼んでいる。
- 自身の弟子は長男の泰良の「たま平」を初め、「〇〇平（へい）」と名付けることが慣例化していたが、次男の泰宏は「ぽん平」で「ぽんぺい」とした。
- 2007年4月に税務申告漏れ総額約1億2000万円を東京国税局から指摘され、悪質な所得の隠匿をしたとして重加算税など約4200万円を追徴課税されたが、自虐的なブラックジョークとして寄席でネタとする。
- 坂東三津五郎から襲名時に贈られた紋付は、裏地にちばてつやが「ハリスの旋風」を直筆しており、これを「落語界で大暴れしろ」の意味と解釈して感謝した[8]。三津五郎が亡くなる直前の2015年に立ち会った日本舞踊坂東流最後の名取試で、「坂東蝶蔵」の名前を授かる[9]。
- 14歳年下の風俗勤務女性と共にいる現場を、写真週刊誌で報じられた[10]。
- 鉄道に造詣が深く、実際に新幹線500系電車登場の特別番組でリポーターを務めた。
- 大先達の5代目林家正蔵の眠る静岡県沼津市の真楽寺を毎年訪れている。沼津は母・香葉子が戦時中に疎開したところでもある[11]。香葉子が沼津に疎開した戦争当時のエピソードを原作とした児童文学作品『うしろの正面だあれ』は1991年に劇場用映画として公開され、正蔵も本名の「海老名泰孝」名義で出演している[注 2]。
- 幼少期は、初代三平の息子であることをいじられて「人に笑われる仕事なんか辞めればいい。」と口にすると、母から「人様に笑って貰ってるおかげであたしらの今があるんだろうが。」と激怒され、父の職業に不平を言わなくなった。
- カネボウフーズ「カップしるこ」のCMに起用されるが、初代三平もカネボウと合併前の渡辺製菓「渡辺 即席しるこ」のCMに起用される。二木の菓子のCMも親子二代で出演する。
- たま平と共に美 少年のメンバーに落語を指導した。
- 正蔵自身は1人暮らしを経験したことがないため、自身の子供には1人暮らしをさせたいと考えており、実際にたま平が2017年11月に二つ目に昇進したの機に1人暮らしをさせている。
- 2023年、長男・たま平が正蔵がナレーションを務めるドラマ『大富豪同心』に粽三郎役にて出演した。ドラマ内での接点は無いものの、これが親子初共演ドラマとなった。
- 長男・たま平と次男のぽん平の入門後は父・初代三平から厳しく指導された経験から息子達にも非常に厳しく指導しており、長男のたま平と番組で共演した際も厳しい態度を見せていた。ただ、時代の変化もあり、自身が父から受けた鉄拳制裁的な指導は一切していない。
- 古今亭志ん朝が晩年、旭川にいる時に電話して正蔵（当時こぶ平）を旭川に呼び出し、一緒にサウナに入り、色々な話をして交流した。正蔵も志ん朝も人気落語家（初代三平、五代目志ん生）を父に持つ共通点があるため、何か伝えたかったのだろう。また、雑誌で対談もしている。

## 「九代目正蔵」襲名
「九代目正蔵」を襲名するきっかけは、自身がバラエティ番組などのメディア活動ではある程度の評価を得ているのに対し、寄席や落語会等に出て本業の落語を披露してもウケないことに悩んでいたころ、鈴本演芸場の席亭から「新しい名前を襲名したらどう?」と言われ、本人はてっきり父の使用していた名跡「林家三平」を継ぐものだと思っていたが、後々、祖父が七代目として使用した名跡「林家正蔵」の九代目と聞かされる。これは八代目と海老名家の約束であるためだが、本人は正蔵襲名を目標としていなかった。
本人は断るつもりだったが周囲の薦めで襲名することになった。襲名の際は上方では真っ先に三代目桂南光に相談をしている。
先述の通り、二つ目時代からタレント活動に重点を置きながらも、大名跡・「正蔵」（江戸林家の止め名）を襲名し、師匠として自らの子息ら多数の弟子を育成し始めてもバラエティ番組出演時のイメージを払拭したとは言い切れず、女性や金銭などで「チョンボ」も多いことから、同業者からは現在でも才能の欠片もない「できない落語家」の代名詞としてネタにされることが多い。
春風亭小朝は『笑点』正蔵襲名披露口上で、
と語っている。正蔵に対して否定的な意見、落語関係者以外の著名人および芸能マスコミから挙がっていることについて、
ともコメントした。
襲名決定以降は、より積極的に高座に取り組み、高座を優先するためにタレント活動を抑えている事がこの文面からもうかがえる。
前名である「こぶ平」の名前は、自身の子息が弟子入りを希望した際に名乗らせたいとしているが、2013年に弟子入りした長男の泰良は現在のところ「林家たま平」を、2019年に弟子入りした次男の泰宏は「林家ぽん平」を名乗っている。

## 受賞歴
- 2015年 - 平成27年度（第70回）文化庁芸術祭賞・大衆芸能部門関東参加公演の部 優秀賞（第588回三越落語会における「しじみ売り」の話芸に対して[13]）

## 役職
- 一般社団法人落語協会副会長、真打

## 出演

### テレビ

#### 現在
- 林家正蔵の演芸図鑑（NHK総合、2016年 -） - ナビゲーター
- しぜんとあそぼ（NHK教育） 「干潟の生きもの」「かめ」など - 1999年 - 、ナレーション（不定期）
- 通販ライブ マル得JAPAN! GOLD - MC
  - 「自然食研 しじみ習慣」
  - 「フォーマルクライン 高濃度フラバンジェノール配合フラビア 7日間集中ケアセット」共演：相本久美子、山田まりや、みかん、滝川なち
  - 「ヴァーナル 素肌つるつるセット」共演：中村美律子、山田まりや、中野珠子 ゲスト：ロザンナ、万梨音
  - 「リライブシャツ&スパッツ」共演：竹内都子、清水よし子、山田まりや、中野珠子
  - 「ヴァーナル素肌つるつるセット」共演：高橋惠子、竹内都子、山田まりや、中野珠子 ゲスト：ロザンナ、万梨音
  - 「加茂繊維 BSFINE こつばんど」共演：安藤和津、竹内都子、山田まりや、中野珠子
- 林家正蔵の今日も四時から飲み（2016年1月17日 - 、旅チャンネル） - MC[14]

#### 過去
- ルンルンあさ6生情報（日本テレビ） - レポーター
- おじゃまします街角クイズ（1986年 - 1987年、千葉テレビ）
- クイズところ変れば!?（1988年 - 1989年、テレビ東京） - 解答者
- 笑っていいとも!（1990年 - 1992年、フジテレビ）
- テレビ探偵団（1988年5月 - 1992年3月、TBS） - コメンテーター ※海老名泰孝 名義
- モグモグGOMBO（1993年4月 - 2003年9月、日本テレビ） - 司会（共同司会：ヒロミ）
- ハッチポッチステーション（1995年 - 2005年、NHK教育） - ジャーニー・タビスキヤネン三世の声
- あんぜんパトロール（1986年 - 1988年、NHK教育） - 隊長
- 天才クイズ（1994年6月 - 2004年9月、CBCテレビ） - 司会
- 林家正蔵の東京みち探検隊!（2004年、TOKYO MX） - 隊長
- タモリのスーパーボキャブラ天国（キャッチコピーは平成の爆笑王）（フジテレビ）- ヒロミとVTR作品で共演
- 第25回 年忘れにっぽんの歌（1992年12月31日、テレビ東京） - 司会
- 所さんの20世紀解体新書（1997年4月 - 1998年8月、TBS）
- 奇跡の扉 TVのチカラ（2002年 - 2007年、テレビ朝日） - コメンテーター
- ワンダーナイト2（BS朝日） - 司会
- 第56回NHK紅白歌合戦（2005年12月31日、NHK総合・ラジオ第1） - 審査員
- みんなの手話（2007年4月 - 2010年3月、NHK教育） -  生徒
- 韓国 宝探し（2007年1月 - 2008年3月、テレビ東京） - ナレーション
- スパイスTV どーも☆キニナル!（2008年 - 2010年、フジテレビ） - 総合司会 ※初生放送司会
- 所さんの目がテン!（2010年5月15日、日本テレビ） - 司会代理
- 笑いがいちばん（2007年4月 - 2011年3月、NHK総合） - 司会

### テレビドラマ
- 一心太助 第16話「銭ゲバ親子奮闘記」（1972年1月23日、フジテレビ） - 金坊 役 ※林家小三平 名義
- 西部警察 第101話「甦れ!ヨタロー」（1981年10月25日、テレビ朝日） - 松村弥太郎 役
- おれたち夏希と甲子園（1982年、NHK総合 少年ドラマシリーズ） - 岡村章一 役
- ちびっ子かあちゃん（1983年、TBS系）
- 昨日、悲別で （1984年、日本テレビ系） - 生徒 田村役
- 西田敏行の泣いてたまるか 第4話「こんな男でよかったら」（1986年、TBS系）
- 総務部総務課山口六平太（1988年、NHK総合 銀河テレビ小説） - 村木賢吉 役
- 東京ストーリーズ 『モテないオトコがモテル時』（1989年、フジテレビ系） - 主演
- さすらい刑事旅情編II（1989年10月11日 - 1990年3月21日、テレビ朝日） - 立花直也 役
- 花王ファミリースペシャル（関西テレビ・フジテレビ系）
  - スニーカーレディは一級建築士3 とべ!男たち（1990年6月17日）
  - 外人宿のおカミさん3 さよならキッド（1991年3月17日）
- 世にも奇妙な物語 『未来の思い出』（1991年、フジテレビ系） - 主演・舘野卓 役
- ウーマンドリーム（1992年、関西テレビ・フジテレビ系） - 片貝米比古 役
- 日本テレビ開局55周年記念ドラマ「東京大空襲」（2008年3月18日）
- ナショナル劇場「あんどーなつ」（2008年、TBS系） - 藤村弘道 役
- 連続テレビ小説（NHK総合）
  - どんど晴れスペシャル（2011年） - 城之内信吾 役
  - 梅ちゃん先生（2012年） - ナレーション
- ハンチョウ〜警視庁安積班〜 第6シリーズ（2013年、TBS系） - 寺田正一 役
- 緊急取調室 FIRST SEASON 第2話「しゃべらない男」（2014年1月16日、テレビ朝日） - 杉田英治 役
- 民王スピンオフ〜恋する総裁選〜（2016年4月22日、テレビ朝日） - 日向亀之助 役
- 石川五右衛門 第7話（2016年11月25日、テレビ東京） - 徳川家康 役
- 放送90年 大河ファンタジー『精霊の守り人』最終章（2017年11月 - 2018年1月、NHK総合） - ノシル 役[15]
- ドクターX〜外科医・大門未知子〜 第5シリーズ 第8話「命懸けの内部告発!? 最強黒幕の秘密…」（2017年11月30日、テレビ朝日） - 八雲拓哉 役
- 欠点だらけの刑事シリーズ（テレビ朝日） - 九十九健作 役
  - 欠点だらけの刑事1（2018年2月4日） - 「日曜ワイド」枠で放送
  - 欠点だらけの刑事2（2021年9月22日） - 「ドラマスペシャル」として放送
- 大河ドラマ 西郷どん（2018年、NHK総合） - 大村益次郎 役
- 必殺仕事人2019（2019年3月10日、朝日放送テレビ・テレビ朝日） - 諏訪守忠悦 役
- 大富豪同心（NHK BSP） - ナレーション
  - 大富豪同心（2019年5月10日 - 7月12日）
  - 大富豪同心2（2021年5月28日 - 7月23日）
  - 大富豪同心3（2023年6月23日 - 8月11日）
  - 大富豪同心スペシャル（2024年12月28日）
- 相棒 season19 第13話「死神はまだか」（2021年1月20日、テレビ朝日） - 椿家小ん路 役[注 3]。
- 科捜研の女 Season21 第10話「新春かくし芸鑑定」（2022年1月20日、テレビ朝日） - 高安順二 役
- 警視庁捜査一課長season6 第3話（2022年4月28日、テレビ朝日) - 北尾康久 役
- 悪女について（2023年3月13日、NHK BS4K） - 伊藤弁護士 役

### 映画
- 右曲がりのダンディー（1989年） - 安田
- 学校の怪談 (映画)（1997年） - 人面犬
- カラフル（2000年） - 中年男
- 東京家族（2013年） - 金山庫造
- 家族はつらいよ（2016年） - 金井泰蔵
  - 家族はつらいよ2（2017年） - 同上
  - 妻よ薔薇のように 家族はつらいよIII（2018年） - 同上
- あの日のオルガン（2019年） - 藤木勝男
- 梅切らぬバカ（2021年） - 大津進
- 蔵のある街（2025年公開予定） - 亀山道善[16]

### オリジナルビデオ
- ギニーピッグ4 ピーターの悪魔の女医さん（1986年、サイ・エンタープライズ） - 血面症 役
- 地震はなぜ起こる?－地震の謎を探ってみよう（日本地震学会）- 本人役[17]
- ぼくたちの探検（1990年、国税庁・大蔵財務協会企画の租税教育用ビデオ） - 村野先生 役
- 夜のストレンジャー 恐怖（1991年、東映ビデオ） - 八田 役

### 劇場アニメ
- ペンギンズ・メモリー 幸福物語（1985年） - トム
- タッチ 背番号のないエース（1986年） - 松平孝太郎[22]
  - タッチ2 さよならの贈り物（1986年） - 松平孝太郎[23]
  - タッチ3 君が通り過ぎたあとに（1987年） - 松平孝太郎[24]
- うしろの正面だあれ（1991年） - 中根忠吉 ※海老名泰孝 名義
  - あした元気にな〜れ! 〜半分のさつまいも〜（2005年） - とうちゃん
- 平成狸合戦ぽんぽこ（1994年） - ぽん吉
- ドラえもん のび太の南海大冒険（1998年） - パンチョ
- こちら葛飾区亀有公園前派出所 THE MOVIE（1999年） - 寺井洋一[25]
  - こちら葛飾区亀有公園前派出所 THE MOVIE2 UFO襲来! トルネード大作戦!!（2003年） - 寺井洋一
- あらしのよるに（2005年） - タプ
- グスコーブドリの伝記（2012年） - 赤ひげ

### 人形劇
- こどもにんぎょう劇場「たのきゅう」（NHK教育） - たのきゅう

### 舞台
- WAHAHA本舗立ち上げ公演『村の力』（1984年8月、新宿タイニーアリス）
- バャリースMUSICAL「タッチ」（1987年3月から4月にかけて関東と関西で上演） - 松平孝太郎 役
- KAKUTA第27回公演 20周年記念公演第3弾『愚図』（2016年11 - 12月、あうるすぽっと・とよはし芸術劇場PLAT・北九州芸術劇場）
- 音楽劇 マリウス（2017年3月6日 - 27日、日生劇場 / 2018年6月8日 - 26日、大阪松竹座） - パニス 役

### ラジオ
- くるくるダイヤル ザ・ゴリラ（ニッポン放送、1981年11月 - 1982年9月） - 初代金曜日パーソナリティ
- こぶ平のきりきりまい（文化放送、1991年10月 - 12月） - パーソナリティ
- 林家正蔵の千客万来（民放AM各局、 - 2007年6月） - パーソナリティ
- JAZZY NIGHT（FM802） - 海老名泰孝 名義
- てやんでぃ!こぶJAでどうでぃ（ミュージックバード、 - 2007年3月） - パーソナリティ
- 林家正蔵のサンデーユニバーシティ（文化放送、2005年4月10日 - 2018年3月31日）
- ときめきJAZZ喫茶（NHKラジオ第1、2006年6月 -  2007年3月） - マスター（代理→2代目）
- セイ!ヤング ネクステージ（文化放送、2007年4月6日） - パーソナリティ
- Kakiiin（TBSラジオ） - 2008年度レギュラー

### ラジオドラマ
- 青春アドベンチャー 「吸血鬼」（2015年4月27日 - 5月8日、NHK-FM） - ナレーション[26]
- ラジオシアター〜文学の扉（TBSラジオ）
  - 屁（2013年8月25日・9月1日）
  - 死神の名付け親（2014年8月17日）
  - 死神（2014年8月24日）

### テレビCM
- 二木ゴルフ1993年-/二木の菓子
- 学生援護会
- 明治製菓（現・明治）・カール（1994年。CMソングのみ）
- ベルフーズ（現・クラシエフーズ）「カップしるこ」（1992年）[27]
- ユーキャン（ナレーター）
- 株式会社石乃家
- 株式会社土倉（「お茶の土倉」北海道ローカルのみ）
- PASMO（ナレーター）
- イズミ・ゆめタウン
- 敷島製パン「パン・ド・パリ」（1994年）
- 全薬販売テレビショッピング「通販ライフマル得JAPANGOLD」

### MV
- 『We GO』（ケツメイシ）（2024年1月12日配信開始）[28][29]

### 音楽
- 海老名の穴 所ジョージ（アルバム「僕の犬」収録）（ゲストボーカルとセリフ）

## 一門弟子

### 真打
- 林家たけ平（入門当初は四番弟子→事実上の総領〈一番〉弟子）
- 林家たこ蔵
- 林家はな平
- 林家まめ平
- 林家つる子（抜擢で真打に昇進）

### 二ツ目
- 林家なな子
- 林家たま平（長男・泰良）[30]
- 林家ぽん平（次男・泰宏）[31]

### 色物
- ホームランたにし（漫談）
- 青空一風・千風（漫才）
- 岡大介（カンカラ三線）

### 廃業
- 林家ほや平 - 林家どん平から2004年7月二ツ目昇進[32]。
- 林家ふく平
- 林家もも平[33]

## 演じた俳優
- 尾美としのり - ことしの牡丹はよいぼたん（1983年、フジテレビ）
- 関太（タイムマシーン3号） - 『林家三平ものがたり おかしな夫婦でどーもスィマセーン!（2006年、テレビ東京） - 林家こぶ平 役
- 海老名泰宏（次男、現：林家ぽん平） - 『林家三平ものがたり おかしな夫婦でどーもスィマセーン!』（2006年、テレビ東京）海老名泰孝 役（子ども時代）